# جون ساندرز
جون ساندرز (بالإنجليزية: John Sanders)‏ هو لاعب كرة قاعدة أمريكي، ولد في 20 نوفمبر 1945 في غراند إيسلاند في الولايات المتحدة.

## وصلات خارجية
- جون ساندرز على موقعبيزبول رفرنس.كوم (الدوري الرئيسي) (الإنجليزية)